# Iglasjö (Länghems socken, Västergötland)
Iglasjö är en sjö i Tranemo kommun i Västergötland och ingår i Ätrans huvudavrinningsområde.